# L'Archet magique
Pour plus de détails, voir Fiche technique et Distribution.
L'Archet magique (The Magic Bow) est un film britannique réalisé par Bernard Knowles, sorti en 1946.

## Synopsis
La vie du violoniste et compositeur italien Niccolò Paganini.

## Fiche technique
- Titre : L'Archet magique
- Titre original : The Magic Bow
- Réalisation : Bernard Knowles
- Scénario : Roland Pertwee et Norman Ginsbury d'après le roman de Manuel Komroff
- Musique : Henry Geehl
- Photographie : Jack E. Cox et Jack Asher
- Montage : Alfred Roome
- Production : R.J. Minney
- Société de production : Gainsborough Pictures
- Société de distribution : General Film Distributors (Royaume-Uni), Victory Films (France)
- Pays de production :  Royaume-Uni
- Genre : Biopic, film musical et romance
- Durée : 106 minutes
- Dates de sortie : 
  - Royaume-Uni : 25 novembre 1946
  - France : 21 mai 1952

## Distribution
- Stewart Granger : Nicolò Paganini
- Phyllis Calvert : Jeanne de Vermond
- Jean Kent : Antonia Bianchi
- Dennis Price : Paul de la Rochelle
- Cecil Parker : Luigi Germi
- Felix Aylmer : Signor Fazzini
- Frank Cellier : Antonio Paganini
- Marie Lohr : la comtesse de Vermond
- Henry Edwards : le comte de Vermond
- Mary Jerrold : Teresa Paganini

## Distinctions
Le film a été présenté en sélection officielle en compétition au Festival de Cannes 1946.

## Critiques
Le film, version largement romancée de la vie de Paganini, est « agréable pour sa facture musicale très recherchée due en partie à Yehudi Menuhin ».